# Lindsey Butterfield
Lindsey Helen Butterfield (previamente: Roscoe), es un personaje ficticio de la serie de televisión Hollyoaks, interpretada por la actriz Sophie Austin del 3 de junio de 2013 hasta el 18 de mayo del 2016. La actriz infantil Rosa Tinsley interpretó a Lindsey de pequeña durante un flashback.

## Biografía
Lyndsey llega por primera vez en el 2013 para reunirse con su prometido Joe Roscoe, inmediatamente comienza a trabajar en el hospital y Paul Browning se convierte en su mentor, sin embargo poco después Paul comienza a sentirse atraído por Lindsey y cuando intenta propasarse con ella esta lo golpea, sin embargo cuando su prometida Mercedes McQueen se entera de lo sucedido y lo confronta Paul le miente y le dice que Lindsey fue la que quiso propasarse, lo que ocasiona que Mercedes golpee a Lindsey cuando se encuentra con ella.
Más tarde en el trabajo Lindsey atiende a Cindy Cunningham luego de que está fuera atacada, asfixiada y dejada por muerta, cuando Cindy se recupera le dice a Lindsey que quiere reportar el ataque a la policía y poco después le revela que su atacante había sido Paul, Lindsey sorprendida le cuenta a Cindy que ella también había sido atacada por él y ambas deciden advertirle a su esposa Mercedes; poco después Paul es arrestado por haber intentado matar a Myra McQueen, pero se escapa. Después de lo sucedido Lindsey y Cindy se hacen muy buenas amigas.
Poco después Lindsey descubre que está embarazada y aunque al inicio no está segura de quedarse con el bebé y cree que lo mejor es terminar con el embarazo cambia de parecer y decide tenerlo, cuando le cuenta a Joe que está embarazada él queda encantado y poco a poco comienzan a hacer planes para su bebé, sin embargo quedan destrozados cuando pierden al bebé luego de que Lindsey fuera atropellada por Frankie Osborne.
Mientras Mercedes se encuentra celebrando su cumpleaños Paul la secuestra, al descubrirlo Lindsey y Cindy deciden rescatarla y cuando los encuentran ven a Paul atacando a Mercedes por lo que Cindy lo golpea con una pala dejándolo inconsciente, pero cuando se recupera Mercedes lo golpea nuevamente y le causa la muerte. Cuando Cindy y Lindsey intentan mover el cuerpo y Lindsey le pide a Freddie Roscoe, el hermano menor de Joe que le consiga un auto ilegal que no pudiera ser rastreado, cuando Freddie le pregunta para qué lo necesita ella le dice que no le haga preguntas, poco después Joe se topa con ellas en la carretera y le pregunta a Lindsey que hacía y para que Joe no las descubriera ella le miente y le dice que se había estado comportando diferente porque lo había engañado con otro hombre lo que deja destrozado a Joe, más tarde en la noche Freddie sigue a Cindy, Lindsey y Mercedes y las descubre con el cuerpo y las ayuda a deshacerse de él. Poco después Lindsey le dice que lo que le había dicho era mentira y cuando Joe le pregunta porqué ella le miente.
En noviembre del 2013 el día de su boda con Joe, su medio hermano Darren Osborne entra furioso a la ceremonia y lo golpea en la cara y le dice que eso era por haberse acostado con su exesposa Nancy Hayton, sorprendida por la revelación de Darren, Lindsey también golpea a Joe y destrozada se va de la ceremonia y decide terminar su relación con Joe, destrozado Joe intenta disculparse con Lindsey pero ella no acepta sus disculpas y cuando le pregunta porqué lo había hecho Joe le dice que había pasado cuando Lindsey había terminado con él luego de decirle que se había acostado con otro y que Joe sólo lo había hecho para olvidarse de ella ya que no podía vivir sin ella. 
Inmediatamente después Freddie le revela a Lindsey que estaba enamorado de ella y cuando ella le pregunta desde cuándo Freddie le dice desde que comenzó a salir con Joe, sin embargo Lindsey le dice que ella no siente lo mismo y que sólo lo ve como a un hermano y a la persona a la que en realidad ama es a Joe. Unos minutos después Joe va a verla y le dice que se irá al viaje de la luna de miel y que si ella todavía tenía esperanza en su relación iría con él y la esperaría, unas horas después Lindsey decide perdonar a Joe y ambos se van de viaje; y cuando Lindsey regresa del viaje le dice a Freddie que olvide lo que le dijo y que haga como si nada hubiera pasado.
Durante la recepción de la boda de Freddie y Sinead O'Connor, Lindsey finalmente le dice a Joe que ella había ayudado a deshacerse del cuerpo de Browning después de que Mercedes lo matara, lo que deja sorprendido a Joe quien se molesta con ella y se va, Lindsey creyendo que Joe se había asustado por lo que le había dicho y la había abandonado luego de que comenzara a recibir mensajes de "Joe" diciéndole que la había dejado por otra mujer a quien había dejado embarazada sin saber que en realidad Freddie era el que los mandaba, decide abortar al bebé que estaba esperando con Joe. 
Después de que la detective Sam Lomax comienza a investigar la desaparición de Browning, Dirk Savage el novio de Cindy decide echarse la culpa de su muerte para protegerlas, sin embargo Cindy decide decir la verdad y va a la estación de policía en donde se encuentra con Lindsey y Mercedes y las tres deciden contarle la verdad sobre la muerte de Browning y sobre todo lo que él les había hecho a la detective Sam Lomax, después de escuchar todo Sam decide dejarlas en libertad y les dice que nunca le digan a nadie lo que hicieron. Poco después decide darle una oportunidad a Freddie y terminan acostándose.
Cuando Joe recupera la conciencia y logra escapar del hospital donde Fraser lo mantenía, es llevado al hospital donde trabaja Lindsey y luego de ser atendido por unos días se recupera, al inicio Lindsey no quiere saber nada de él ya que todavía creía en las mentiras que le habían dicho, pero Freddie sintiéndose culpable por lo sucedido finalmente le revela la verdad Lindsey quien sorprendida le ordena que se aleje de ella y le dice que no quiere saber nada más de él, Lindsey visita a Joe en su cuarto y le pide perdón por haber creído en las mentiras que le habían dicho y Joe le dice que nunca iba a dejar de amarla y regresan.
El 21 de octubre del 2015 se reveló que Lindsey era la asesina en serie conocida como "Gloved Hand Killer", luego de inyectarle cloruro de potasio a sus víctimas, entre sus víctimas se encontraron: Rick Spencer, Will Savage, Mariam Andrews, Phoebe McQueen, Dylan Royle, Ashley Davidson, Charles Savage y Freddie Roscoe. Esther Bloom y Diane O'Connor también fueron víctimas de Lindsey pero ellas lograron sobrevivir.
El 18 de mayo del 2016 Lidnsey fue asesinada por Silas Blissett.

## Crímenes

### Asesinatos
Entre sus víctimas se encuentran:
| Fecha de Asesinato       | Personaje       | Causa |
| ------------------------ | --------------- | --- |
| 20 de octubre de 2015    | Charles Savage  | murió luego de que Lindsay le administrara una inyección de potasio                                               |
| 19 de octubre de 2015    | Ashley Davidson | murió luego de que Lindsay le administrara una dosis letal de cloruro de potasio                                  |
| 18 de septiembre de 2015 | Dylan Royle     | murió luego de que Lindsay le inyectara una dosis de cloruro de potasio                                           |
| 16 de junio de 2015      | Phoebe McQueen  | murió luego de que Lindsay le administrara una fuerte inyección                                                   |
| 12 de mayo de 2015       | Mariam Andrews  | murió luego de que Lindsay le administrara una gran dosis de cloruro de potasio                                   |
| 4 de febrero de 2015     | Will Savage     | murió luego de que Lindsay le administrara una inyección                                                          |
| 2 de enero de 2015       | Rick Spencer    | murió luego de que Lindsay le inyectara una dosis letal de cloruro de potasio lo que le ocasionó un paró cardíaco |

- Charles Savage - Charles es asesinado por Lindsey luego de que ella le inyectara una gran dosis de cloruro de potasio lo que le ocasionó un paro cardíaco, luego de que él descubriera su verdadera identidad.
- Ashley Davidson - Ashley fue asesinada por Lindsey, después de que ella le inyectara una dosis letal de cloruro de potasio lo que le ocasionó un paro cardíaco, mientras Ashley se encontraba en el hospital recuperándose después de tener una pelea con Sienna y Nico Blake.
- Dylan Royle - Dylan es asesinado luego que Lindsey le inyectara en su intravenosa una dosis de cloruro de potasio mientras él se encontraba en el hospital recuperándose de las heridas que había sufrido luego de estar en un accidente automovilístico lo que ocasionó que Dylan sufriera un paro cardíaco.
- Phoebe McQueen - Phoebe es asesinada por Lindsey en el hospital donde se encontraba recuperándose luego de recibir un disparo, luego de que ella le inyectara morfina.[12]
- Mariam Andrews - Miriam es asesinada por Lindsey luego de que ella le inyectara una gran dosis de cloruro de potasio matándola instantáneamente mientras Mariam se encontraba imprimiendo copas sobre algunas de las víctimas de Lindsey. Se pensó que su muerte había sido debido un ataque al corazón causado por su alcoholismo.
- Will Savage - Will muere en el hospital luego de que Lindsey le inyectara una sustancia letal; aunque su padre Dirk ve que Will está teniendo problemas para respirar, decide no ayudarlo al darse cuenta de que todos estarían mejor sin él.[13]
- Richard "Rick" Spencer - Rick es asesinado por Lindsey le inyecta cloruro de potasio lo que le ocasiona un paro cardíaco, mientras se encontraba en el hospital recuperándose de las heridas que había sufrido luego de estar en una pelea con Joe Roscoe.

### Víctimas a Salvo
- Freddie Roscoe - Freddie es asesinado por Lindsey luego de que ella le inyectara una dosis de cloruro de potasio, después de descubrier que él la iba a dejar para irse a Valencia con Mercedes McQueen.
- Esther Bloom - Esther casi se convierte en víctima de Lindsey luego de que ella le inyectara cloruro de potasio en su goteo, sin embargo Esther sufre un paro cardíaco a causa de la hemorragia que había sufrido por haber dado a luz, lo que ocasiona que alarma comienza a sonar y Lindsey huya. Los doctores logran resucitar a Esther.
- Diane O'Connor - Diane casi se convierte en una de las víctimas de Lindsey, luego de que le inyectara con cloruro de potasio, mientras Diane se encontraba recuperándose en el hospital luego de romperse algunas costillas luego de caerse de una ventana mientras peleaba con Porsche McQueen. Cuando el monitor del corazón de Diane baja a 0 luego de sufrir un ataque al corazón, Lindsey huye y la deja para que muera, sin embargo los doctores logran revivir a Diane quien más tarde se recupera.